# Gustavo Fonseca
Gustavo Alberto Bouchardet da Fonseca (Belo Horizonte, 25 de outubro de 1956  – Washington, 31 de agosto de 2022) foi um biólogo e conservacionista brasileiro. Fonseca foi uma figura central para a ciência da conservação no Brasil, com uma capacidade única de integrar os conhecimentos acadêmicos às políticas voltadas para a conservação da biodiversidade.

## Carreira
Formado em ciências biológicas pela Universidade de Brasília (UnB) em 1978, era mestre (1983) e doutor (1988) pela Universidade da Flórida. Sua tese de doutorado ganhou, em 1988, o prêmio Rodolpho von Ihering, oferecido pela Sociedade Brasileira de Zoologia, como a melhor do ano. Pelo mesmo motivo, o estudo recebeu o prêmio Oliver Austin, concedido pela Universidade da Flórida. Na cerimônia de formatura da Universidade da Flórida em 2017, ele recebeu o prestigiado Distinguished Alumnus Award por se destacar no seu campo de atuação e pelos serviços prestados à universidade.
Na Universidade Federal de Minas Gerais (UFMG), foi um dos fundadores do Programa de Pós-Graduação em Ecologia, Conservação e Manejo de Vida Silvestre.
Gustavo Fonseca recebeu, em 2001, o prêmio Arca Dourada, concedido pelo governo dos Países Baixos. Trata-se uma das mais importantes condecorações mundiais destinada àqueles que se destacam na defesa dos ecossistemas terrestres.
Ele fundou e foi o Diretor Executivo nos Estados Unidos do Centro de Pesquisas Aplicadas em Biodiversidade (Center for Applied Biodiversity Science) da Conservation International, financiado por 35 milhões de dólares doados por Gordon Moore, fundador da empresa Intel.
Desde 2007 era o Diretor de Programas no Fundo Global para o Meio Ambiente sediado no Banco Mundial, em Washington.